# Mormon (pojam)
Mormon je naziv koji se koristi za sljedbenika, privrženika ili pristašu Mormonizma. Naziv se najčešće odnosi na članove Crkve Isusa Krista svetaca posljednjih dana koju se često naziva “Mormonska crkva.” Crkva smatra da bi se naziv trebao korisiti isključivo za članove crkve. Međutim, u širem smislu često se koristi za bilo koju osobu ili skupinu ljudi koja vjeruje u Mormonovu knjigu, kao i za druge skupine Svetaca posljednjih dana. Prema Mormonovoj knjizi, Mormon je ime proroka koji je sažeo sveti spis poznat kao Mormonova knjiga.

## Podrijetlo naziva
Naziv „mormon“ dolazi od Mormonove knjige. Sljedbenici pokreta Svetaca posljednjih dana vjeruju da je knjiga povijesni zapis Božjeg djelovanja među trima civilizacijama na američkom kontinentu od 2700 pr. Kr. do 420. godine i da su ju napisali proroci i sljedbenici Isusa Krista. Knjiga sadržava učenja Isusa Krista koja su objavljena narodima na američkom kontinentu i izvještaj o Kristovu službeništvu među Nefijskim narodom nakon njegova uskrsnuća.  Mormoni vjeruju da je Mormonova knjiga još jedno svetopisamsko svjedočanstvo o Isusu Kristu koja je usporedivo s Biblijom za koju također vjeruju da je "Riječ Božja u onoj mjeri u kojoj je ispravno prevedena." Knjiga je dobila ime po Mormonu, proroku koji je, prema tekstu knjige, sažeo zapis u 4. stoljeću.
Prema Oxford English Dictionaryju, jedna od najranijih objavljenih upotreba naziva „mormon“, a kojom se opisuju oni koji vjeruju u Mormonovu knjigu, bila je 1833. g. u Daily Heraldu u Louisvilleu (država Kentucky), u članku „The Mormons and the Anti-Mormons“ ("Mormoni i antimormoni").

## Opća upotreba
U engleskom se jeziku nazivi „mormon“ i „mormonite“  javljaju 30-ih godina 19.st. kao pogrdni nazivi za one koji su slijedili Josepha Smitha i vjerovali u božansko podrijetlo Mormonove knjige. Međutim, uskoro su Mormoni sami usvojili taj naziv te je on općenito izgubio svoje pejorativno značenje.
Naziv „mormon“ se najčešće odnosi na članove Crkve Isusa Krista svetaca posljednjih dana. Naziv su usvojili i drugi sljebenici Mormonizma uključujući i pristaše Mormonskog fundamentalizma. Naziv „mormon“ je općenito u neomiljen kod drugih denominacija koje pripadaju pokretu Svetaca posljenjih dana, kao što je Community of Christ, čija se povijest nakon smrti Josepha Smitha 1844. g. razilazi s onom Crkvom Isusa Krista svetaca posljednjih dana.

### „Mormonska crkva“
Službeni naziv Crkve čije je sjedište u Salt Lake Cityju, u američkoj saveznoj državi Utah, je Crkva Isusa Krista svetaca posljednjih dana. I dok je naziv „Mormonska crkva“ dugo pridodavan Crkvi kao njezin nadimak, on nije služben niti Crkva ne potiče njegovu upotrebu iako se sam naziv "mormon" ne smatra uvredljivim te je uobičajen među članovima.  Crkveni vođe potiču svoje članove da koriste puni naziv crkve kako bi se naglasila usredotočenost crkve na Isusa Krista.

### Zamjenjivanje s drugim vjerskim zajednicama
Usprkos nekim pogrešnim shvaćanjima zbog sličnih nadimaka i stereotipa, mormoni nisu ni na koji način povezani s kvekerima (članovi Društva prijatelja), menonitima, amišima ili Jehovinim svjedocima. Mormonizam je nastao zasebno od ovih grupa te je izrazito različit po kulturi, običajima, teologiji i bogoštovlju i nemaju nikakve veze s Kršćanstvom i Biblijom.

## Vanjske poveznice
- Mormon.org/hr[neaktivna poveznica] - Službena web stranica za informacije o Crkvi SPD. (hrvatski)
- LDS Newsroom  Arhivirana inačica izvorne stranice od 11. listopada 2007. (Wayback Machine) Crkva SPD kritizira uporabu riječi "Mormon" u novinama. (engleski)
- Mormon.org - Službena web stranica za informacije o Crkvi SPD. (engleski)
- "The Mormons" - Posebna televijska emisija na internetu o Mormonima (engleski)
- Mormon Times  Arhivirana inačica izvorne stranice od 28. srpnja 2011. (Wayback Machine) - Za i o članovima Crkve Isusa Krista svetaca posljenjih dana (engleski)